# Harry Potter és az azkabani fogoly (videójáték)
A Harry Potter és az azkabani fogoly (angolul Harry Potter and the Prisoner of Azkaban) egy akció-kalandjáték, amelyet az Electronic Arts adott ki 2004 májusában. A játék J. K. Rowling  Harry Potter című regénysorozatának harmadik kötetén alapuló filmfeldolgozás eseményeit követi.

## Játékmenet
A játékos Harry, Ron, illetve Hermione karakterét is irányíthatja, akikkel a Roxfort összes fontosabb részébe eljuthat. A megtanult varázslatokat, bűbájokat különböző próbatételeken gyakorolhatja, ezenkívül lehetőség van különböző tárgyak, mint a Bagoly Berti Féle Mindenízű Drazsé, a Tökös Derelye vagy a Kondéros Keksz gyűjtögetésére is, amit végül varázskártyákra lehet beváltani.

## Cselekmény
Harry Potter, Ron Weasley és Hermione Granger visszatér a Roxfort Boszorkány- és Varázslóképző Szakiskolába, hogy a harmadik évfolyamban folytathassák tanulmányaikat. A regény menetét követve élvezhetjük a három barát kalandozásait. Először is varázstudományukat mutatják be szaktanáraiknak, majd kiszabadítják Siriust és Csikócsőrt. Az egész játék menetén gyűjtögetni kell a Varázskártyákat (összesen 80-at), hisz csak úgy lehet befejezni a játékot, ha mindegyik megvan.

## Szereplők
- Harry Potter: az egyetlen ember, aki túlélte az egyik főbenjáró átkot, az Adava Kedavrát. Szüleit egyévesen elveszti, attól kezdve a Dursley családnál nevelkedik sanyarú körülmények között. A Griffendél ház tagja. Szülei Lily és James Potter.
- Hermione Granger – roxforti eminens diák, a Griffendél ház tagja. Harry barátja, később Ron felesége. Sokan nem kedvelik okoskodása miatt, de sok plusz pontot szerez eszével a háznak.
- Ron Weasley – Harry barátja, a Weasley család legkisebb fiúgyermeke.
- Sirius Black – Harry keresztapja, varázsló. 13 évet tölt ártatlanul az Azkaban-ban, a varázslóbörtönben. Animágus, kutyává tud változni. Az egyik tekergő: Tapmancs.
- Remus Lupin – Sötét Varázslatok Kivédése-tanár a harmadik évben; vérfarkas; a Főnix Rendjének tagja, James Potter és Siriuls Black jó barátja
- Albus Dumbledore – a Roxfort iskola igazgatója; a Főnix Rendje vezetője, a leghatalmasabb mágus a varázslótársadalomban
- Minerva McGalagony – átváltozástan-tanárnő és igazgatóhelyettes, a Griffendél-ház vezetője, majd igazgató a Roxfortban; animágus; tagja a Főnix Rendjének
- Filius Flitwick – bűbájtan tanár, a Hollóhát-ház vezetője
- Rubeus Hagrid – előbb vadőr, majd Legendás Lények Gondozása tanár Roxfortban; félóriás; Harryék barátja, a Főnix Rendjének tagja
- Neville Longbottom – Harry kétbalkezes barátja, felnőttként átveszi Pomona Bimba helyét, gyógynövénytan tanár lesz; DS tag. Nagymamája gondoskodik róla gyerekként, mert a szülei a Crutiatus-átok miatt megbolondulnak.
- Fred és George Weasley – a Roxfort bajkeverői, Harry jó barátai, később a Weasley Varázsvicc Vállalat tulajdonosai, és a Potterfigyelő munkatársai, DS-tagok
- Draco Malfoy – Harry legnagyobb ellenfele a Roxfortban
- Gregory Monstro – Draco Malfoy barátja
- Kövér Dáma – a Griffendél klubhelyiségét őrző festmény
- Csikócsőr – Hagrid hippogriffje, a hatodik részben átnevezték Szilajszárnynak